# Phenjani Műjégpálya
Phenjani Műjégpálya (hangul: 평양 빙상장, Phjongjang pingszangdzsang, handzsa: 平壤 氷上場, RR: Pyeongyang bingsangjang) az észak-koreai főváros, Phenjan fedett jégpályája, az ország nemzeti jégstadionja. A kúp alakú épület a Pothong folyó partján fekszik, az észak-koreai főváros Tongszong (Dongseong) kerületében.
Az építést 1980 júniusában kezdték Kim Ir Szen közvetlen parancsára, Kim Dzsongil felügyelete alatt. 1981 decemberében készült el, az ünnepélyes felavatásra pedig 1982. április 7-én került sor.
A 65,5 méter magas, a földszintjénél 135 méter átmérőjű épület teljes alapterülete 25 000 m², maga a jégpálya több mint 1800 m² nagyságú. A csaknem 6000 ülőhely három szinten helyezkedik el, az emeletek barna, kék és sárga színnel vannak megkülönböztetve. Bejáratok négy irányban találhatók. A földszinten 8 társalgó, egy bírói szoba, egy fitneszterem, szaunák és egy teázó is van.
A Phenjani Műjégpálya megnyitása óta 69 nemzetközi és 313 belföldi sportrendezvénynek adott otthont. Tartottak itt már asztalitenisz-, kosárlabda- és kézilabda-mérkőzést is.
Az épület mellett egy 6000 m²-es gyakorlópálya is helyet kapott.